# Крымский Титан
«Крымский Титан» — предприятие в Крыму, крупнейший производитель диоксида титана на территории Восточной Европы. Кроме диоксида титана пигментного, предприятие производит красный железоокисный пигмент, минеральные удобрения, серную кислоту, алюминия сульфат, жидкое натриевое стекло, железный купорос. Завод располагает двумя цехами («Титан-1» и «Титан-2») по производству диоксида титана проектной мощностью по 40 тысяч тонн в год каждый. 
Является градообразующим для г. Армянск.
Частное акционерное общество, принадлежит компании «Русский титан».

## Географическое положение
Предприятие расположено на территории Крыма, в северной части полуострова на Перекопском перешейке на побережье Сиваша, рядом с полуостровом Ад и занимает площадь 4785 га. Оно соединяется подъездным железнодорожным путём со станцией Вадим Одесской железной дороги, частично забетонированным участниками блокады Крыма.

## История
Решение о строительстве Крымского государственного производственного объединения «ТИТАН» (КГПО «ТИТАН») было принято 28 декабря 1969 года. 
В 1971 году был введён в действие комплекс по производству аммофоса, 
в 1973 году — сернокислого алюминия и жидкого стекла, 
в 1974 — красных железоокисных пигментов и 
к 1978 пущены два цеха по производству пигментного диоксида титана.
Первый (1964—1971) Быстров Петр Тимофеевич и второй (1971—1977) Степанов Всеволод Николаевич  директора завода за вклад в социально-экономическое развитие города Армянск удостоены звания почётного гражданина.
В августе 1997 года ПО «Титан» был включён в перечень предприятий, имеющих стратегическое значение для экономики и безопасности Украины.
В марте 1999 года КГПО «ТИТАН» стало субъектом Северокрымской экспериментальной экономической зоны «Сиваш». В своё время свободная экономическая зона «Сиваш» была единственной на Украине реально функционирующей СЭЗ (внедрена по инициативе Кабинета Министров Украины в Автономной Республике Крым как локальный экономический эксперимент на территории Красноперекопского района и города Армянска).
10 февраля 2000 года на базе КГПО «ТИТАН» была создана ГАК (Государственная акционерная компания) «ТИТАН». Закрытое акционерное общество «Крымский ТИТАН» создано 31 августа 2004 года на базе целостного имущественного комплекса Государственной акционерной компании «Титан» (50 %+1 акция) и финансового капитала акционера в лице компании «Ostchem Germany GmbH» (50 %-1 акция), которая контролируется Group DF бизнесмена Дмитрия Фирташа.
После аннексии Крыма Российской Федерацией в Москве в июне 2014 года для легализации работы компании было зарегистрировано ООО «Титановые инвестиции», а сам «Крымский Титан» был переименован в «Ukrainian Chemical Products» ( Юкрейниан Кемикал Продактс) и сменил регистрацию с Армянска на Киев (московская компания арендовала имущественный комплекс Юкрейниан Кемикал Продактс, а также занималась экспортом продукции Крымского Титана и его сырьевым снабжением). СМИ сообщали о трудностях в поставкой сырья и о потере некоторого количества сотрудников. Частное акционерное общество зарегистрировано в Киеве и 2015 изменило название на «Ukrainian Chemical Products»
18 ноября 2017 года российский банк ВТБ подал в Арбитражный суд иск о признании «Титановых инвестиций» банкротом. Рассмотрение дела намечено 18 февраля 2018 года.
В сентябре 2018 года Арбитражный суд Республики Крым принял Решение отказать Армянскому филиалу ООО «Титановые инвестиции» в удовлетворении заявления о признании незаконным Требования Межрегионального управления Росприроднадзора по Республике Крым и г. Севастополю о доначислении и довнесении в бюджеты бюджетной системы Российской Федерации платы за негативное воздействие. Требование о доначислении и довнесении в бюджеты бюджетной системы Российской Федерации платы за негативное воздействие на окружающую среду составляет сумму семьсот тридцать шесть миллионов восемьсот пятьдесят три тысячи семьсот сорок рублей 66 копеек.
В конце 2021 года группа Фирташа продала «Крымский титан» российской компании «Русский титан».

### Химический выброс 2018 года
В ночь на 24 августа 2018 года на заводе произошло экологическое ЧП с выбросом загрязняющих веществ (сернистого ангидрида, который вызывает «раздражение кожи, слизистых оболочек носа и глаз, а в худших случаях — отёк легких» (см. также кислотный дождь)) в воздух. После очередного выброса седьмого сентября из Армянска начали эвакуировать детей. Также из-за химического выброса в Армянске власти Украины начали эвакуацию в Скадовск детей из семи приграничных сёл Херсонской области. Тридцать семь украинских пограничников, стоявших на контрольных пунктах Чаплинка и Каланчак, получили отравление из-за химических выбросов и тоже были эвакуированы. После выброса кислоты с завода «Крымский Титан» возбуждено уголовное дело о нарушении правил обращения с экологически опасными веществами. Главное управление МЧС России по Республике Крым проинформировало жителей и гостей полуострова Крым о том, что ситуация сложившаяся в результате распространения химического вещества на город Армянск, четыре села Красноперекопского района (Филатовка, Пятихатка, Перекоп, Волошино) и село Суворово городского округа Армянск, носит локальный характер. C 31 августа по 6 сентября стала проводиться ежедневная санитарная обработка водой автодорог, конструкций и зелёных насаждений. С 1 сентября для снижения концентрации отходов производства стали наполнять водой пересыхающие кислотонакопители.
В ночь на 4 сентября была приостановлена работа завода «Крымский Титан» на две недели. Последняя из восьми печей остановлена 9 сентября.
14 сентября 2018 года специалисты крымского Роспотребнадзора зарегистрировали новый выброс концентрации вредных веществ в атмосферу на севере Крыма. В Армянске был введён режим чрезвычайной ситуации.
В водоём-кислотонакопитель завода «Крымский Титан» закачали 1,25 млн кубометров воды и 918 тонн известкового молока. Запускать химзавод не планируется до выполнения всех предписаний надзорных органов.
20 октября 2018 года на заводе начался поэтапный запуск оборудования.

## Производство

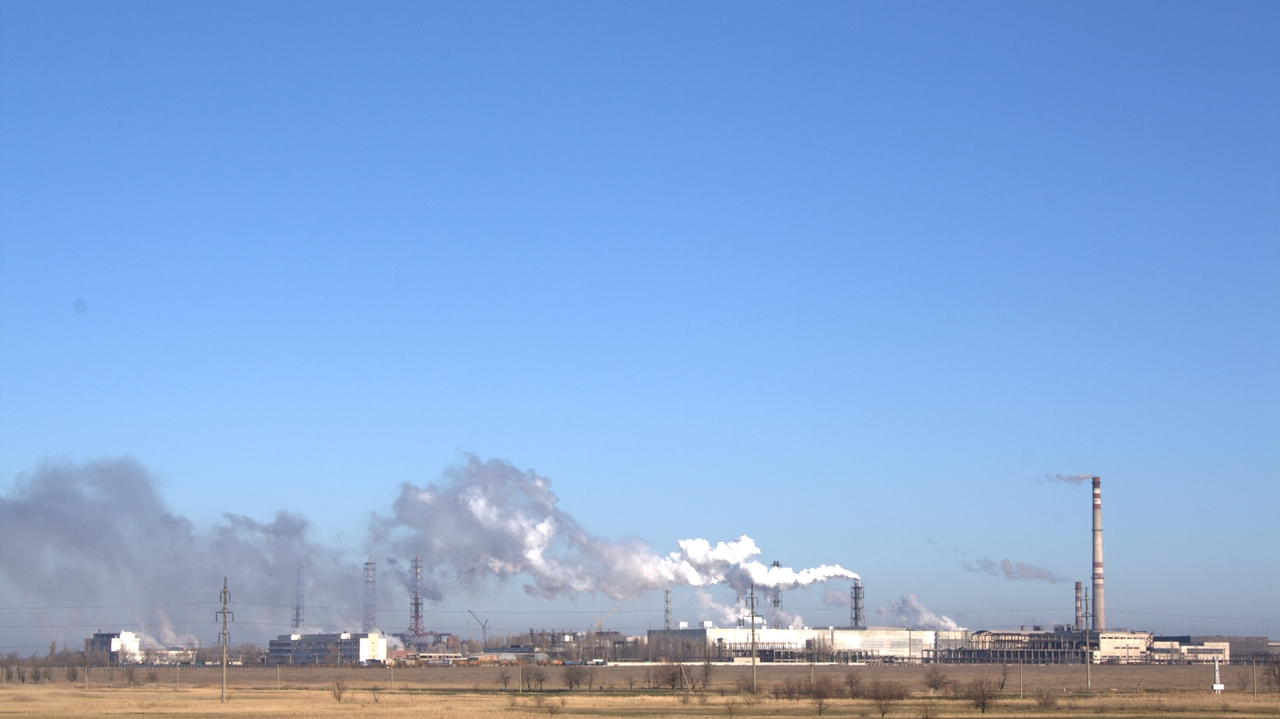
«Крымский ТИТАН».

Сырьём для производства диоксида титана служит ильменитовая руда, которую поставляет Иршанский горно-обогатительный комбинат (посёлок Иршанск). Ильменит измельчают, высушивают, а затем разлагают в концентрированной серной кислоте. Полученный расплав титанилсульфата охлаждают и разбавляют водой до определённой концентрации. Затем восстанавливают в растворе титанилсульфата трёхвалентное железо до двухвалентного. Полученный раствор отстаивают и подают на чёрную фильтрацию. В отфильтрованном растворе при охлаждении выкристаллизовывают железный купорос и отделяют его от маточного раствора на центрифугах. Далее раствор титанилсульфата упаривают до стандартной концентрации и отправляют его на гидролиз.
Во время следующего процесса, гидролиза, выделяются аморфные хлопья гидрата диоксида титана. Полученную пульпу гидрата диоксида титана подвергают фильтрации в две стадии, на которых осуществляется её отмывка от хромофорных примесей и отбеливание. После добавления необходимых компонентов пасту гидрата диоксида титана прокаливают в прокалочных печах. В процессе прокаливания отщепляется гидратированная влага и полученному диоксиду титана придаются пигментные свойства (светостойкость, разбеливающая способность и др.). Прокаленный продукт измельчается в две стадии и передается на поверхностную обработку. Поверхностную обработку ведут определенными химическими веществами для придания пигментному диоксиду титана определённых потребительских свойств. Обработанный пигментный диоксид титана сушат и передают на микроизмельчение. Измельчённый готовый продукт упаковывают и передают на склад.

## Продукция

### Химические материалы
Предприятие производит диоксид титана (TiO2) марок Crimea TiOx-220, Crimea TiOx-230, применяемых в лакокрасочной, резинотехнической промышленности, при производстве пластмасс и во многих других отраслях; марки Crimea TiOx-270, которая применяется в производстве лакокрасочных материалов для покрытий высокой атмосферостойкости и с хорошими декоративными свойствами, производстве полиграфических красок; марки Crimea TiOx-271, широко применяемой в производстве лаков и красок на основе органических растворителей и воды, порошковых красок и пластмасс; а также марки TiOx-280, которая обладает улучшенными качественными характеристиками по светостойкости и атмосферостойкости, используется как универсальный пигмент при производстве промышленных покрытий и красок.
На диоксид титана приходится около девяноста процентов общего объёма экспорта.
Также предприятие производит и другие виды химической продукции: серную кислоту и железный купорос.
В 2014 году предприятие также производило красный железоокисный пигмент, минеральные удобрения, алюминия сульфат, жидкое натриевое стекло.